# 土屋武士
土屋 武士（つちや たけし、1972年11月4日 - ）は、日本のレーシングドライバー・エンジニア。神奈川県藤沢市出身。神奈川県立湘南高等学校出身。父はレーシングチーム監督・エンジニアの土屋春雄。

## 経歴
幼少期はプロ野球選手になりたいと思っていたが、小学5年の時に初めて自分1人で電車とバスを乗り継ぎサーキットに行き、父・春雄のレースガレージ「つちやエンジニアリング」の活動を見てレースに強く興味を持ち、レーサーになろうと決心する。しかし父はこれに猛反対し、県内有数の進学校の高校に進学することを条件に認めるといったところ、これをクリアした。こうした熱意により父にレーサーを目指すことを認められた。
1989年にカートレースデビュー。1992年に19歳でFJ1600参戦を開始し四輪レースデビューすると、そのデビュー戦で優勝。また、この年には日本テレビ系『天才・たけしの元気が出るテレビ!!』の企画「めざせ！ポールポジション」に参加。1994年には全日本F3選手権にステップアップ。F3には1997年までフル参戦し、2000年にも参戦している。
1995年には全日本GT選手権（JGTC）にスポット参戦を開始。1997年にはGT300クラスに春雄が手掛けた「つちやMR2」でフル参戦を果たす。1998年はGT500クラスに初のフル参戦（日産・スカイラインGT-R）。1999年には再びGT300クラスに戻りザナヴィより日産・シルビア（S15型）をドライブし、シリーズ2位を獲得。2000年にはGT500へ再昇格しTOM'Sよりトヨタ・スープラで参戦した。
当時はJGTCでは良い結果を出していたものの、フォーミュラではあまり良い結果が出なかったため「典型的なハコドライバー」としての評価が一般的だったが、本人自身はフォーミュラ志向が非常に強く、そのチャンスを得るために2000年には自費でフォーミュラ・ニッポンにスポット参戦（参戦枠はKONDO Racingのものを借り、マシンは前年使用していたノバエンジニアリングのものを借りての参戦で、チーフエンジニアは当時ノバ代表の猪瀬良一が務めるなど、レース仲間が支援してくれた部分も多い）。それまでプロドライバーとして貯めこんだ貯金を全てはたいたというこの参戦は10位という結果に終わるものの、この時のドライビングが関係者の注目を浴び、2001年にはARTAよりフォーミュラ・ニッポンへのフル参戦が実現し、2002年には自己最高位であるシリーズ4位の成績を収めている。2003年はARTAが撤退したためチームルマンに移籍し参戦した（～2005年）。2006年はフォーミュラ・ニッポンのレギュレーションが大幅に変更された（TOYOTAエンジンの参入・新シャシーの導入）改革元年であり、新規に参戦するチームが増加したが、その新規チームの一つであるトムスから参戦している。
一方JGTCでは、2003年に元F1ドライバーのエリック・コマスをパートナーに、いくつかのレースで優勝争いに加わるが、あと一歩のところで逃している。その後2004年は、マルコ・アピチェラをパートナーに参戦。SUPER GTに名称が変更された2005年はジェームス・コートニーをパートナーに参戦した。この年は未勝利ながらシーズンの途中までポイントリーダーに立ち、最終戦までチャンピオン争いをするが、惜しくも逃してしまった。2006年からはつちやエンジニアリングに復帰し参戦するが、予想外の苦戦となり、2002年の第3戦以来続いていた連続ポイント獲得記録がこの年の第5戦でストップしている。
2007年はフォーミュラ・ニッポンのシートを喪失したが、SUPER GTには前年と同様の体制で臨んでいる。
2008年はDoCoMo DANDELIONからフォーミュラ・ニッポンに参戦したが、シーズン終了後、チャンピオンを狙う体力が無くなったことを理由にフォーミュラ・ニッポンからの引退を表明した。一方で前年と同じ体制で参戦したSUPER GTでは現役続行を宣言している。
2009年は一ツ山レーシングからアストンマーティンDBR9でGT500クラスに参戦する。一方で、フォーミュラ・ニッポンに参戦するドライバー達で構成される「フォーミュラ・レーシング・ドライバー・アソシエイション（FRDA）」の会長に就任し、フォーミュラ・ニッポン参戦経験者としての立場からドライバーの要望を主催者側に伝える役割を担うことになった。
2010年は、GT300クラスに自らのチームである「Team SAMURAI」で、第3戦よりGT300クラスにポルシェ997GT3RSRで参戦する。さらに、友人である青木拓磨と共に新たに「takuma-gp team KOMACHI」を結成し、スーパー耐久・ST4クラスに参戦する。これに伴い、藤沢市に自ら経営するメンテナンスガレージとして「サムライガレージ」をオープンさせた。2013年3月に「チームサムライ」と合併する形で一般車向けのショップガレージ「25 Racing (ニーゴーレーシング)」に店名を変更。つちやエンジニアリングの活動を引き継ぎつつ、一般車向け業務を拡大する。その目的は「レースで培った技術と、レースを愛するすべての皆さまが集えるコミュニティの提供」「車好き・レース好きが集まり、その輪が広がっていくことで多くの人のカーライフが楽しく素晴らしいものになるそのお手伝いをしたい。」と語り、開発者ならではのノウハウを届けたいという構想の実現に動く。
2011年からはチームルマンから独立しフォーミュラ・ニッポンに参入するキグナス・スノコ（ドライバーは石浦宏明）の監督に就任。2013年、全日本F3選手権に参戦するB-MAXエンジニアリングのアドバイザー兼エンジニアに就任。2013・2014年にはマカオグランプリ、2014年にはアジアン・ル・マン・シリーズなど海外のGTレースにも参加した。
2015年は、2008年限りで活動休止となっていた「つちやエンジニアリング」の名称を引き継ぎ、マザーシャシーを用いて独自開発したトヨタ・86でGT300クラスに参戦する。第6戦SUGOにおいて今シーズン初優勝とともに、1999年以来、実に16年ぶりの優勝を果たす。
2016年も、前年と同じく松井孝允とのコンビでGT300に参戦。この年でレギュラードライバーを勇退することを発表したため、最後のフルシーズン参戦となる。そして最終戦を含め2勝を飾り、マザーシャシー勢初にして、最後のチャンスで自身初のチャンピオンに輝いた。またこの年TOYOTA GAZOO Racingの一員としてレクサス・RC Fでニュルブルクリンク24時間にデビュー。SP-PROクラス優勝を収めている。
2016年を最後にレギュラードライバーから勇退。しかしレーシングドライバーとして完全引退するわけでは無いことを常々語っており、2018年にはニュルブルクリンク24時間にLEXUS GAZOO Racingからレクサス・LCで参戦した。またスーパー耐久でもレクサス・RC F GT3を駆るMAX Racingのチーフエンジニアに就任した。2021年シーズン途中からは、日本のフォーミュラ4（JAF-F4）のシリーズアドバイザーも務め、2023年からJAF-F4が「Formula Beat」にシリーズ名称を改める契機を作った。
サーキット以外ではJ SPORTSのモータースポーツ中継（フォーミュラ・ニッポン、SUPER GT、ル・マン24時間レース）での解説者も務めている。過去のドライバー経験だけでなく、土屋エンジニアリングでメカニック修行を積んだ経験から、ドライバー・エンジニア双方の目線で視聴者にレースの魅力を伝えている。

## レース戦績
- 1990年 - 大井松田SL83・フレッシュマンクラス でカートデビュー
- 1991年 - 大井松田SL83・エキスパートクラス（シリーズチャンピオン）
- 1992年 - FJ1600オートポリスシリーズ・最終戦＜スポット参戦＞（優勝）
- 1993年
  - FJ1600鈴鹿シリーズ（#81 東栄 STP MF103／FRDMF-103）（2勝）
  - FJ1600TIシリーズ（#81 東栄 STP MF103／FRDMF-103）
  - FJ1600筑波シリーズ（#81 東栄 STP MF103／FRDMF-103）（1勝）
  - フォーミュラ・ミラージュシリーズ（#1 阪急交通社FM／レイナード）（シリーズ2位・2勝）
  - フォーミュラ・トヨタ東日本シリーズ（#25 フォーミュラ・トヨタ／FT20）
  - インターナショナル鈴鹿1000kmレース（#26 eifプレリュード／BB4）（総合18位）
- 1994年
  - 全日本F3選手権（#15 TOEI TOM'S 033F／トムス033F 3S-G）（シリーズ13位）
  - インターナショナル鈴鹿500kmレース（#69 シビック／EG9）（総合15位）
  - JAFトロフィーインターナショナル ポッカ1000km耐久レース（#75 ADVANサムライシビック／EG6）（総合24位・クラス4位）
  - '94筑波ナイター9時間&3時間耐久レース・3時間レース（#53 シビック／EG-6）（総合12位）
  - 第11回SUGO 300km耐久レース（#74 ADVANトラストシビック）（総合32位）
- 1995年
  - 全日本F3・Jクラス選手権（#16 ENDLESS F394-J／ダラーラF394 3S-G）（シリーズ3位）
  - 全日本GT選手権・クラス1＜Rd.2＞（#34 タイサン スタガードGT-2／ポルシェ911GT2）＜Rd.4＞（#34 STPタイサンポルシェGT2／ポルシェ911GT2）（シリーズ24位）
  - N1耐久シリーズ･Class4（#73 Castrol CIVIC／EG-6）（シリーズ5位）
  - NICOS CUP 十勝24時間レース（#73 Castrol CIVIC／EG-6）（総合13位）
  - フォーミュラ・ミラージュシリーズ＜スポット参戦＞（#31 FORMULA MIRAGE／レイナード）（決勝9位）
- 1996年
  - 全日本F3選手権（#16 カリスマラリーアートF395／ダラーラF395 HKS）（シリーズ6位）
  - 全日本GT選手権・GT500クラス＜Rd.1-3＞（#35 タイサンポルシェGT2／ポルシェ911GT2）（シリーズ20位）
  - 全日本GT選手権・GT300クラス＜Rd.5＞（TEAM TAISAN Jr #28 つちやMR2／SW20 3S-GTE）（シリーズ12位）
  - 全日本GT選手権・GT300クラス＜Rd.6＞（imuraya RACING TEAM #6 imuraya BP MR2／SW20 3S-GTE）
  - スパ・フランコルシャン24時間耐久レース（クラス4位）
  - N1耐久シリーズ （#51 ミラージュAsti／E-CJ4A）（シリーズ7位）
- 1997年
  - 全日本F3選手権（TEAM NOVA CALISUMA RALLIART #16 阪急交通社カラスマラリーアート／ダラーラF397 HKS4G93）（シリーズ3位・1勝）
  - 全日本GT選手権・GT300クラス（土屋エンジニアリング #25 ATLUSつちやMR2／SW20 3S-GTE）（シリーズ3位・1勝）
  - N1耐久シリーズ （#51 ミラージュAsti／E-CJ4A）（シリーズ6位）
- 1998年
  - 全日本GT選手権・GT500クラス（AUTOBACS RACING TEAM AGURI #50 ARTAスカイライン／BCNR33 RB26DETT）（シリーズ12位）
  - 全日本ツーリングカー選手権（#24 ADVAN エクシヴ／ST202 3S-GE）（シリーズ6位）
  - ル・マン24時間レース・LMP1クラス（クラージュニッサン）
- 1999年
  - フォーミュラ・ドリームシリーズ（#20 ベースセッティングカー FD99／FD99 MF224）（2勝）
  - 全日本GT選手権・GT300クラス（NISMO #15 ザナビィARTAシルビア／S15 SR20DET）（シリーズ2位・3勝）
  - スーパー耐久シリーズ（#10 エンドレスアドバン GTR／スカイラインGT-R BNR34）
  - Pokka 1000km・GT500クラス（Team国光with MOONCRAFT #100 RAYBRIG NSX／NA2 C32B）（総合4位）
  - ル･マン富士1000kmN‐GT500クラス（TOYOTA TEAM TOM'S #35 マツモトキヨシ･トムス･スープラ／JZA80 3S-GTE）（総合4位・クラス優勝）
- 2000年
  - 全日本選手権フォーミュラ・ニッポン＜スポット参戦Rd.9＞（Olympic KONDO Racing Team #4／GフォースGF03 MF308）（決勝10位）
  - 全日本F3選手権（ThreeBond RACING #9 ThreeBond／ダラーラF399 SR20VE）（シリーズ8位）
  - 全日本GT選手権・GT500クラス（TOYOTA Castrol TEAM TOM'S #36 カストロール・トムス・スープラ／JZA80 3S-GTE）（シリーズ17位）
  - 第7回十勝24時間レース（#10 エンドレスアドバンスープラ）（総合優勝）
- 2001年
  - 全日本選手権フォーミュラ・ニッポン（AUTOBACS RACING TEAM AGURI #56／レイナード99L MF308）（シリーズ8位）
  - 全日本GT選手権・GT500クラス（TOYOTA TEAM TOM'S #36 カストロール・トムス・スープラ／JZA80 3S-GTE）（シリーズ12位）
  - 第8回十勝24時間レース（JIC with CRAFT #38 JICクリスタルアルテッツァ）（総合16位･クラス4位）
  - マツダ ロードスター フェスタ イン 筑波（#27 ロードスター／NB6C）（決勝19位）
- 2002年
  - 全日本選手権フォーミュラ・ニッポン（TEAM LeMans #8／レイナード01L MF308）（シリーズ4位）
  - 全日本GT選手権・GT500クラス（TOYOTA TEAM TOM'S #36 トクホン・トムス・スープラ／JZA80 3S-GTE）（シリーズ7位）
- 2003年
  - 全日本選手権フォーミュラ・ニッポン（Forum eng, ARTA Team LeMans #8／ローラB351 MF308）（シリーズ8位）
  - 全日本GT選手権・GT500クラス（TOYOTA TEAM TOM'S #36 WOODONEトムススープラ／JZA80 3UZ-FE）（シリーズ5位）
- 2004年
  - 全日本選手権フォーミュラ・ニッポン（TEAM LeMans #8／ローラB351 MF308）（シリーズ13位）
  - 全日本GT選手権・GT500クラス（TOYOTA TEAM TOM'S #36 WOODONEトムススープラ／JZA80 3UZ-FE）（シリーズ7位）
  - スーパー耐久シリーズ・ClassN+＜スポット参戦Rd.7＞（SPIRIT Motorsport #37 Kosei SPRIT ALTEZZA／SXE10）（総合16位・クラス2位）
- 2005年
  - 全日本選手権フォーミュラ・ニッポン（Forum Engineering Team LeMans #8／ローラB351 MF308）（シリーズ8位）
  - SUPER GT・GT500クラス（TOYOTA TEAM TOM'S #36 OPENINTERFACE TOM'S SUPRA／JZA80 3UZ-FE）（シリーズ4位）
- 2006年
  - 全日本選手権フォーミュラ・ニッポン（DHG TOM'S RACING #37／ローラB06/51 RV8J）（シリーズ13位）
  - SUPER GT・GT500クラス（TOYOTA TEAM TSUCHIYA #25 ECLIPSE ADVANスープラ／JZA80 3UZ-FE）（シリーズ19位）
- 2007年 - SUPER GT・GT500クラス（TOYOTA TEAM TSUCHIYA #25 ECLIPSE ADVAN SC430／UZZ40 3UZ-FE）（シリーズ17位）
- 2008年
  - 全日本選手権フォーミュラ・ニッポン（DoCoMo TEAM DANDELION RACING／ローラB06/51 HF386E）（シリーズ17位）
  - SUPER GT・GT500クラス（TOYOTA TEAM TSUCHIYA #25 ECLIPSE ADVAN SC430／UZZ40 3UZ-FE）（シリーズ15位）
- 2009年
  - SUPER GT・GT500クラス＜第1,3,7戦＞（TEAM NOVA #21 ASTON MARTIN 赤坂 DBR9／アストンマーティン・DBR9）
  - アジアン・ル・マン・シリーズ・LMGT1クラス（HITOTSUYAMA TEAM NOVA #61 ASTON MARTIN DBR9）（シリーズ2位・1勝）
- 2010年
  - SUPER GT・GT300クラス ＜第3,5-8戦＞（SAMURAI TEAM TSUCHIYA #25 ZENT Porsche RSR／ポルシェ997GT3RSR）（シリーズ13位）
  - スーパー耐久シリーズ・ST-4クラス ＜第1,2,4戦＞（takuma-gp team KOMACHI #24 SAMURAI 無限 ADVAN DC5／DC5）
- 2011年 - SUPER GT・GT300クラス（SAMURAI TEAM TSUCHIYA #25 ZENT Porsche RSR／ポルシェ997GT3RSR）（シリーズ9位）
- 2012年
  - SUPER GT・GT300クラス ＜第1-2戦＞（TEAM ART TASTE #13 ART TASTE PORSCHE／ポルシェ911 GT3R）
  - SUPER GT・GT300クラス ＜第6戦＞（GREEN TEC LEON with SHIFT #52 GREEN TEC & LEON SLS／メルセデス・ベンツ・SLS AMG GT3）
- 2013年 - SUPER GT・GT300クラス（OKINAWA-IMP RACING with SHIFT #52 OKINAWA-IMP SLS／メルセデス・ベンツ・SLS AMG GT3）（シリーズ5位）
- 2014年 
  - SUPER GT・GT300クラス＜第1-3戦＞（R'Qs Motorsports #22 グリーンテック SLS AMG GT3／メルセデス・ベンツ・SLS AMG GT3）
  - SUPER GT・GT300クラス＜第7戦＞（TOYOTA TEAM THAILAND #35 arto-MC86／トヨタ・86 MC）
- 2015年 - SUPER GT・GT300クラス（VivaC team TSUCHIYA #25 VivaC 86 MC／トヨタ・86 MC）（シリーズ10位・1勝）
- 2016年 -  SUPER GT・GT300クラス（VivaC team TSUCHIYA #25 VivaC 86 MC／トヨタ・86 MC）（シリーズチャンピオン・2勝）
- 2018年  
  - SUPER GT・GT300クラス＜第2戦＞（つちやエンジニアリング #25 HOPPY 86 MC／トヨタ・86 MC）
  - スーパー耐久・ST-Xクラス（MAX Racing #244 MAX Racing RC-F／レクサス・RC F GT3）
- 2019年 - SUPER GT・GT300クラス＜第2,5戦＞（つちやエンジニアリング #25 HOPPY 86 MC／トヨタ・86 MC）

### 全日本フォーミュラ3選手権
| 年     | チーム                        | エンジン | 1       | 2       | 3       | 4      | 5       | 6       | 7       | 8       | 9     | 10    | 順位 | ポイント |
| ------ | ----------------------------- | -------- | ------- | ------- | ------- | ------ | ------- | ------- | ------- | ------- | ----- | ----- | ---- | -------- |
| 1994年 | CERUMO Co.,Ltd                | トヨタ   | SUZ Ret |         |         |        |         |         |         |         |       |       | 13位 | 2        |
| 1994年 | TOEI                          | トヨタ   |         | FSW 16  | TSU 19  | SUZ 9  | SEN 8   | TOK 17  | MIN 9   | TAI 11  | SUG 5 | SUZ 9 | 13位 | 2        |
| 1995年 | ENDLESS                       | トヨタ   | SUZ 6   | TSU 14  | MIN     | SUZ 9  | TAI 7   | SUG     | FSW 10  | SUZ 11  | SEN   |       |      | 1        |
| 1996年 | カリスマ・ラリーアート        | HKS      | SUZ 9   | TSU 16  | MIN DNS | FSW 7  | SUZ 6   | SUG 5   | SEN 3   | SUZ DNS | FSW C |       | 6位  | 7        |
| 1997年 | チームノバCARISMAラリーアート | HKS      | SUZ 3   | TSU 2   | MIN 1   | FSW 1  | SUZ 6   | SUG 3   | SEN Ret | TRM 3   | FSW C | SUZ 6 | 3位  | 31       |
| 2000年 | PAL SPORT                     | 日産     | SUZ 3   | TSU DNS | FSW     | MIN 14 | TAI Ret | SUZ Ret | SUG 12  | TRM 17  | SEN 4 | SUZ 5 | 8位  | 9        |

### フォーミュラ・ニッポン/スーパーフォーミュラ
| 年     | チーム                        | 1      | 2       | 3       | 4       | 5       | 5        | 6       | 6       | 7       | 7       | 8       | 9       | 10    | 順位 | ポイント |
| ------ | ----------------------------- | ------ | ------- | ------- | ------- | ------- | -------- | ------- | ------- | ------- | ------- | ------- | ------- | ----- | ---- | -------- |
| 2000年 | Olympic KONDO Racing Team     | SUZ    | TRM     | MIN     | FSW     | SUZ     | SUZ      | SUG     | SUG     | TRM     | TRM     | FSW     | MIN 10  | SUZ   | NC   | 0        |
| 2001年 | AUTOBACS RACING TEAM AGURI    | SUZ 10 | TRM 11  | MIN 3   | FSW Ret | SUZ 3   | SUZ 3    | SUG Ret | SUG Ret | FSW 14  | FSW 14  | MIN 2   | TRM 6   | SUZ 5 | 8位  | 17       |
| 2002年 | Team LeMans                   | SUZ 2  | FSW 6   | MIN 3   | SUZ Ret | TRM 2   | TRM 2    | SUG 4   | SUG 4   | FSW Ret | FSW Ret | MIN 7   | TRM 6   | SUZ 2 | 4位  | 27       |
| 2003年 | Forum eng, ARTA Team LeMans   | SUZ 14 | FSW Ret | MIN 2   | TRM 4   | SUZ 5   | SUZ 5    | SUG 7   | SUG 7   | FSW 6   | FSW 6   | MIN 12  | TRM 6   | SUZ 4 | 8位  | 16       |
| 2004年 | Team LeMans                   | SUZ 11 | SUG 10  | TRM 7   | SUZ 11  | SUG 9   | SUG 9    | MIN 5   | MIN 5   | SEP Ret | SEP Ret | TRM Ret | SUZ 5   |       | 13位 | 4        |
| 2005年 | Forum Engineering Team LeMans | TRM 5  | SUZ Ret | SUG 4   | FSW Ret | SUZ Ret | SUZ Ret  | MIN 5   | MIN 5   | FSW 5   | FSW 5   | TRM 3   | SUZ Ret |       | 8位  | 13       |
| 2006年 | DHG TOM'S RACING              | FSW 9  | SUZ 10  | TRM Ret | SUZ 7   | AUT 9   | AUT 9    | FSW Ret | FSW Ret | SUG 8   | SUG 8   | TRM 8   | SUZ 5   |       | 13位 | 2        |
| 2008年 | DoCoMo TEAM DANDELION RACING  | FSW 8  | SUZ 14  | TRM 14  | OKA 12  | SUZ1 16 | SUZ2 Ret | TRM1 8  | TRM2 14 | FSW1 11 | FSW2 11 | SUG 14  |         |       | 17位 | 4        |

### アジアン・ル・マン・シリーズ
| 年     | チーム      | 使用車両                | クラス | 1     | 2       | 3     | 4     | 順位 | ポイント |
| ------ | ----------- | ----------------------- | ------ | ----- | ------- | ----- | ----- | ---- | -------- |
| 2014年 | AAI-Rstrada | メルセデス・SLS AMG GT3 | GT     | INJ 2 | FSW Ret | SHA 3 | SEP 4 | 6位  | 48       |

### ル・マン24時間レース
| 年     | チーム                       | コ・ドライバー                          | 使用車両             | クラス | 周回数 | 総合順位 | クラス順位 |
| ------ | ---------------------------- | --------------------------------------- | -------------------- | ------ | ------ | -------- | ---------- |
| 1998年 | クラージュ・コンペティション | フレドリック・エグブロム パトリス・ガイ | クラージュ・C51-日産 | LMP    | 126    | DNF      | DNF        |

### 全日本GT選手権/SUPER GT
| 年     | チーム                        | 使用車両                        | クラス | 1       | 2       | 3       | 4       | 5       | 6       | 7       | 8      | 9      | 順位 | ポイント |
| ------ | ----------------------------- | ------------------------------- | ------ | ------- | ------- | ------- | ------- | ------- | ------- | ------- | ------ | ------ | ---- | -------- |
| 1995年 | TEAM TAISAN                   | ポルシェ・911 GT2               | GT1    | SUZ     | FSW 7   | SEN     | FSW 5   | SUG     | MIN     |         |        |        | 24位 | 4        |
| 1996年 | TEAM TAISAN                   | ポルシェ・911 GT2               | GT500  | SUZ 12  | FSW 7   | SEN Ret | FSW DNQ |         |         |         |        |        | 20位 | 4        |
| 1996年 | TEAM TAISAN Jr.               | トヨタ・MR2                     | GT300  |         |         |         |         | SUG 4   |         |         |        |        | 12位 | 18       |
| 1996年 | imuraya RACING TEAM           | トヨタ・MR2                     | GT300  |         |         |         |         |         | MIN 5   |         |        |        | 12位 | 18       |
| 1997年 | 土屋エンジニアリング          | トヨタ・MR2                     | GT300  | SUZ 3   | FSW Ret | SEN 1   | FSW 5   | MIN     | SUG 3   |         |        |        | 3位  | 52       |
| 1998年 | Autobacs Racing Team Aguri    | 日産・スカイラインGT-R          | GT500  | SUZ 13  | FSW C   | SEN 11  | FSW 6   | TRM 6   | MIN 9   | SUG 8   |        |        | 12位 | 17       |
| 1999年 | NISMO                         | 日産・シルビア                  | GT300  | SUZ 9   | FSW Ret | SUG 1   | MIN 1   | FSW Ret | TAI 1   | TRM 4   |        |        | 2位  | 72       |
| 2000年 | TOYOTA Castrol TEAM TOM'S     | トヨタ・スープラ                | GT500  | TRM Ret | FSW 12  | SUG 9   | FSW 5   | TAI 14  | MIN Ret | SUZ 9   |        |        | 17位 | 12       |
| 2001年 | TOYOTA TEAM TOM'S             | トヨタ・スープラ                | GT500  | TAI 11  | FSW 10  | SUG 8   | FSW 8   | TRM 5   | SUZ 5   | MIN 7   |        |        | 12位 | 27       |
| 2002年 | TOYOTA TEAM TOM'S             | トヨタ・スープラ                | GT500  | TAI 8   | FSW 14  | SUG 10  | SEP 2   | FSW 5   | TRM 6   | MIN 3   | SUZ 9  |        | 7位  | 52       |
| 2003年 | TOYOTA TEAM TOM'S             | トヨタ・スープラ                | GT500  | TAI 6   | FSW 10  | SUG 2   | FSW 7   | FSW 5   | TRM 2   | AUT 8   | SUZ 8  |        | 5位  | 61       |
| 2004年 | TOYOTA TEAM TOM'S             | トヨタ・スープラ                | GT500  | TAI 7   | SUG 7   | SEP 10  | TOK 4   | TRM 5   | AUT 7   | SUZ 2   |        |        | 7位  | 43       |
| 2005年 | TOYOTA TEAM TOM'S             | トヨタ・スープラ                | GT500  | OKA 2   | FSW 10  | SEP 3   | SUG 3   | TRM 7   | FSW 5   | AUT 8   | SUZ 5  |        | 4位  | 60       |
| 2006年 | TOYOTA TEAM TSUCHIYA          | トヨタ・スープラ                | GT500  | SUZ 8   | OKA 9   | FSW 6   | SEP 10  | SUG 12  | SUZ Ret | TRM 12  | AUT 15 | FSW 9  | 19位 | 18       |
| 2007年 | TOYOTA TEAM TSUCHIYA          | レクサス・SC430                 | GT500  | SUZ 9   | OKA 6   | FSW Ret | SEP 5   | SUG 8   | SUZ Ret | TRM 8   | AUT 10 | FSW 12 | 17位 | 20       |
| 2008年 | TOYOTA TEAM TSUCHIYA          | レクサス・SC430                 | GT500  | SUZ 11  | OKA 11  | FSW 8   | SEP 4   | SUG 4   | SUZ 14  | TRM 10  | AUT 12 | FSW 8  | 15位 | 23       |
| 2009年 | TEAM NOVA                     | アストンマーティン・DBR9        | GT500  | OKA 14  | SUZ     | FSW 14  | SEP     | SUG     | SUZ     | FSW 14  | AUT    | TRM    | NC   | 0        |
| 2010年 | SAMURAI Team TSUCHIYA         | ポルシェ・911 GT3RSR            | GT300  | SUZ     | OKA     | FSW 7   | SEP     | SUG 4   | SUZ Ret | FSW C   | TRM 6  |        | 13位 | 17       |
| 2011年 | SAMURAI Team TSUCHIYA         | ポルシェ・911 GT3RSR            | GT300  | OKA Ret | FSW 3   | SEP Ret | SUG 4   | SUZ 9   | FSW 5   | AUT 5   | TRM 19 |        | 9位  | 33       |
| 2012年 | TEAM ART TASTE                | ポルシェ・911 GT3R              | GT300  | OKA 5   | FSW Ret | SEP     | SUG     | SUZ     |         |         |        |        | 18位 | 8        |
| 2012年 | GREEN TEC & LEON with SHIFT   | メルセデス・ベンツ・SLS AMG GT3 | GT300  |         |         |         |         |         | FSW DNS | AUT     | TRM    |        | 18位 | 8        |
| 2013年 | OKINAWA-IMP RACING with SHIFT | メルセデス・ベンツ・SLS AMG GT3 | GT300  | OKA 4   | FSW 4   | SEP 12  | SUG 4   | SUZ 2   | FSW 10  | AUT 3   | TRM 7  |        | 5位  | 60       |
| 2014年 | R'Qs MotorSports              | メルセデス・ベンツ・SLS AMG GT3 | GT300  | OKA 20  | FSW 11  | AUT 17  | SUG     | FSW     | SUZ     |         |        |        | NC   | 0        |
| 2014年 | TOYOTA TEAM THAILAND          | トヨタ・86 MC                   | GT300  |         |         |         |         |         |         | CHA 14  | TRM    |        | NC   | 0        |
| 2015年 | VivaC team TSUCHIYA           | トヨタ・86 MC                   | GT300  | OKA 6   | FSW Ret | CHA 7   | FSW 5   | SUZ 23  | SUG 1   | AUT Ret | TRM 12 |        | 10位 | 35       |
| 2016年 | VivaC team TSUCHIYA           | トヨタ・86 MC                   | GT300  | OKA 6   | FSW 3   | SUG 2   | FSW 13  | SUZ 22  | CHA 1   | TRM 7   | TRM 1  |        | 1位  | 78       |
| 2018年 | つちやエンジニアリング        | トヨタ・86 MC                   | GT300  | OKA     | FSW Ret | SUZ     | CHA     | FSW     | SUG     | AUT     | TRM    |        | NC   | 0        |
| 2019年 | つちやエンジニアリング        | トヨタ・86 MC                   | GT300  | OKA     | FSW 18  | SUZ     | CHA     | FSW 26  | AUT     | SUG     | TRM    |        | NC   | 0        |

### 全日本ツーリングカー選手権
| 年     | チーム               | 使用車両           | タイヤ | 1      | 2      | 3     | 4        | 5      | 6      | 7      | 8      | 9        | 10    | 11      | 順位 | ポイント |
| ------ | -------------------- | ------------------ | ------ | ------ | ------ | ----- | -------- | ------ | ------ | ------ | ------ | -------- | ----- | ------- | ---- | -------- |
| 1998年 | 土屋エンジニアリング | トヨタ・コロナEXiV | Y      | FSW1 2 | FSW2 5 | TRM 3 | SUG1 Ret | SUG2 7 | SUZ1 5 | SUZ2 5 | MIN1 4 | MIN2 Ret | TAI 5 | FSW Ret | 6位  | 78       |